# Телескопија
„Телескопија” је југословенска телевизијска серија снимљена 1980. године у продукцији Телевизије Београд.

## Улоге
| Глумац           | Улога   |
| ---------------- | ------- |
| Ото Бихаљи Мерин | Лично   |
| Данило Киш       | Лично   |
| Милан Коњовић    | Лично   |
| Боро Кривокапић  | Наратор |
| Борислав Пекић   | Лично   |

Комплетна ТВ екипа ▼
| Редитељ    | Миљенко Дерета  |
| Редитељ    | Милан Кнежевић  |
| Сценариста | Боро Кривокапић |